# Louise Fawcett
Louise Fawcett (gift Stenning), född 8 juli 1906 i Storbritannien, död 1990; var en brittisk friidrottare med kastgrenar som huvudgren. Fawcett blev silvermedaljör vid den andra ordinarie damolympiaden 1926 och var en pionjär inom damidrott.

## Biografi
Louise Fawcett föddes år 1903 i Storbritannien. Hon studerade vid Hammersmith Technical School i Borough of Hammersmith i västra London. Hon började intressera sig för friidrott och gick senare med i kvinnoidrottsföreningen "London Olympiades Athletic Club" där hon tävlade i spjutkastning, kulstötning och diskuskastning.
Hon var brittisk mästare i spjutkastning 1926 och 1931 och brittisk mästare i diskuskastning 1930.
Fawcett deltog i den andra damolympiaden 27–29 augusti 1926 i Göteborg, under idrottsspelen vann hon silvermedalj i spjutkastning. Hon deltog senare även i en rad landskamper.
1934 deltog hon vid British Empire Games i London där hon slutade på en 4:e plats i spjutkastning.
1937 gifte hon sig med Leslie Leon Stenning och drog sig tillbaka från tävlingslivet. Fawcett dog 1990.